# Else Wüstemann
Else Wüstemann (geborene Kölling; * 31. Januar 1896 in Herford, Westfalen; † 17. April 1974 in Osnabrück) war eine deutsche Politikerin (SPD) und Mitglied des Niedersächsischen Landtages.
Else Wüstemann war Hausfrau. Am 3. März 1950 rückte sie für Georg Lehmann in den Niedersächsischen Landtag nach und war dort bis zum 30. April 1951 Mitglied (1. Wahlperiode). 
Sie war seit 1919 mit dem Friseur Paul Albert Wüstemann verheiratet.